# Hernando Díaz (músico)
Hernando Díaz, también como Díez, (fl. 1536-1561) fue un compositor y maestro de capilla español.

## Vida
Se desconoce tanto su origen como su formación musical y la primera noticia que se tiene de él es de su llegada a Palencia como maestro de capilla de la Catedral de San Antolín el 3 de octubre de 1534. Al cargo le falta estabilidad desde la partida de Cristóbal de Morales en 1532. Se trató de cubrir la vacante con Diego Bruxelas, pero el maestro se negó a ir a Palencia. En abril de ese año todavía no se había ocupado el cargo y finalmente en junio, tras unas oposiciones, se nombraba al maestro Villafanca. Sin embargo, ya no hay más noticias de él en las actas capitulares, a pesar de que sigue habiendo actividad musical en la capilla. En 1534 parece que hubo problemas y se trató de volver a traer a Bruxelas, pero de nuevo sin éxito.
En 1534 finalmente se recibió a Díaz en la Catedral de Palencia como maestro de capilla con un salario anual de 45 000 maravedís.

Este dia los dichos Sennores reçibieron a Hernando Diaz por Maestro de capilla è le sennalaron de salario quarenta y çinco mil maravedies y mas que tenga los Moços de coro con su salario.
Actas capitulares de la Catedral de Palencia, act. 7, fols. 426v-424r.

En diciembre de 1534 se le aumentaba el salario 5000 maravedís más de lo que ya cobraba, lo que indica el aprecio del cabildo por un músico que llevaba dos meses en el cargo: «vista la habilidad è sufiçiençia». El 8 de enero del año siguiente se le concedía un licencia de cuarenta días y una «ayuda de costa» de 20 ducados para ir a buscar a su mujer. Dos años más tarde expuso al cabildo que su salario no era suficiente «según el gasto de su casa e honra». El cabildo accedió de nuevo, aumentando en 10 000 maravedís al año el sueldo, a condición de no volver a pedir otro aumento ni ayuda de costa, incluso si estuviese imposibilitado «por enfermedad, voz o oído, o por otra cosa». Díaz aceptó el acuerdo.
Durante su magisterio obtuvo diversas licencias para ausentarse. La más frecuente fue la que necesitaba anualmente y en varias ocasiones para cantar en el convento de San Francisco, que debía ser solicitada de forma separada para cada ocasión. Anualmente también se daba una licencia especial durante el verano que afectaba a toda la capilla de música. En tres ocasiones partió a Badajoz, lo que hace pensar que pudiera proceder de esa ciudad.
En junio de 1543 aparece un pago al maestro de capilla de la Catedral de Santo Domingo de la Calzada que:

[...] á estado sirbiendo en esta Yglesia desdel dia de Pasqua próxima pasada fasta el Dia de oy por ausençia del Maestro de Capilla atento lo suso dicho loque ha serbido enesta Yglesia el dicho tiempo espeçialmente el dia é proçesion é Othavario de Corpus Cristi [...]
Actas capitulares de la Catedral de Palencia, act. 9-10, fol. 306v-307r

Ese año el obispo, Gutierre de Vargas Carvajal, había prohibido la realización de fiestas, lo que el cabildo desoyó por votación. Ese mismo año, en septiembre, pidió licencia por enfermedad hasta que recuperase su salud.

Dixeron que por quanto de parte de Hernando Diaz Maeso de Capilla les hasido hecho saber como á causa de estar malo el no ha podido ni puede venir á esta Yglesia para la fiesta de nuestra Sennora por tanto quellos le davan é dieron de liçençia para entanto quanto estubiere malo que no sea obligado á venir con tanto quele encargaban y encargaron la conçiençia para questando bueno venga á serbir la Yglesia.
Actas capitulares de la Catedral de Palencia, act. 9-10, fol. 345v

Con los años, las relaciones con el cabildo se fueron deteriorando. En febrero de 1554 se le reprendió por no llevar el bonete al entrar en la iglesia y en el coro. Unos meses después, en junio, se le avisa por la misma falta. El maestro Díaz se negaba a llevar el boneta y se cubría con gorras y caperuzas, por lo que el cabildo le amenazó con multarlo con un ducado por cada día que no lo llevase. Finalmente, a petición del maestro, se le suspendió la obligación, ya que debía haber razones para ello que no nos han llegado. De esta manera, el maestro, ya con cierta edad, relajaba sus obligaciones y su puntualidad. En 1557 se le reprendía por ello.
El maestro también era responsable de los infantes del coro, a los que debía alojar, alimentar y educar. Al parecer, los infantes tuvieron que pedir limosna y ropas nuevas de manera continuada, por lo que el cabildo enviaba a los visitadores en «auditorías» para ver el estado de los niños. Es posible que las enfermedades del maestro complicaran el cuidado de los infantes, que posiblemente también se viesen afectados por las enfermedades. En 1554 los infantes, por razón desconocida, fueron enviados a casa del cantor Córdoba. No regresaron hasta que la medicación del cabildo solucionó el asunto. Se le volvió a amonestar por el asunto en 1556.
En marzo de 1557 las actas capitulares tienen un curioso aviso en el que se prohíbe tocar las composiciones del maestro Díaz. Lo habitual en la época era que el maestro de capilla introdujera melodías demasiado populares que no le gustaran al cabildo. El arcediano de Medellín contradijo la prohibición, sobre todo, considerando los buenos servicios que había dado el maestro hasta el momento. El disgusto no debió durar mucho, ya que dos meses después, para el Corpus Christi, el maestro ya componía de nuevo para la fiesta.
El maestro Díaz se jubiló definitivamente en 25 de septiembre de 1560.

Luego los dichos sennores despues de aver tratado si viniendo Ordonnez y sirviendo de maestro de capilla jubilavanno a hernando diaz maestro de capilla atento que a servido a esta iglesia muchos annos Contanto que se este en Plasençia e haga lo que el cabildo le mandare de su ofiçio de maestro. Lo mandaron votar.
Luego el dicho sennor Canonigo Alonso de Çepeda dixo que visto que estos sennores quieren jubilar al dicho hernando diaz y que esta abil para hazer su ofiçio de maestro y que no ay ynformaçion en contrario ni ser llamado para ver si esta abil para hazer su ofiçio.
Actas capitulares de la Catedral de Palencia, act. 12, fol. 211r.

Se discutió si mantener a Díaz como interino en la ciudad, en el caso de faltase el nuevo maestro de capilla, Rodrigo Ordóñez, que ganó la opción de jubilar al antiguo maestro por nueve votos a favor y cuatro en contra, además de dos abstenciones. Las últimas noticias del maestro son de mayo de 1561, cuando se trató de «el dicho Hernando Díaz solamente sea obligado a venir a las horas por enfermedad o ausencia del maestro con licencia del Cabildo y no de otra forma». A partir de ese momento se pierde el rastro del maestro Díaz.

## Obra
No se conservan obras de Hernando Díaz, a pesar de que se sabe que compuso mucha música.